# アキラとあきら
『アキラとあきら』は、池井戸潤による日本の経済小説。『問題小説』（徳間書店）にて2006年12月号から2009年4月号まで連載され、徳間文庫から文庫オリジナルで2017年5月17日に刊行された。2020年8月20日には上下巻に分冊のうえ、集英社文庫版が刊行された。
2017年にはテレビドラマが放送され、2022年に映画化、2024年にラジオドラマ化された。

## 概要
本作は2006年から2009年まで、約3年かけて『問題小説』に連載された。約30年という年月を丹念に語るスタイルが、池井戸作品としては新鮮であり、二人の主人公を対等に描くという、それまでの作品と比べて革新的な要素が含まれている。物語は1970年代前半から2000年代前半の約30年間を描き、オイルショックからバブル期、失われた10年を背景としている。

## 制作背景
2000年代前半、経済小説や銀行ミステリーの書き手とレッテルを貼られていた池井戸は、「銀行ものはこれで打ち止めにしよう」と思い、最後に渾身の作品を書こうとエンターテインメント小説として本作を連載する。連載終了から約8年間、作品の後半部分が気に入らなかったものの改稿に時間を要することも分かっていたことから書籍化されないままであったが、2017年にテレビドラマ化のオファーを受けたことをきっかけに大幅な改稿を行ったうえ、同年5月に文庫オリジナルで刊行された。

## 主な登場人物

### 主人公
階堂彬（かいどう あきら）
約束された次期社長という宿命に抗う、大企業「東海郵船」の御曹司。
山崎瑛（やまざき あきら）
過酷な運命に翻弄されながらも、理想を育んだ零細工場の息子。

### 階堂家
階堂一磨
彬と龍馬の父親。大手海運会社・東海郵船社長。
階堂晋
彬と龍馬の叔父。繊維商社・東海商会社長。
階堂崇
彬と龍馬の叔父。観光会社・東海観光社長。
階堂龍馬
彬の弟。父・一磨亡き後、東海郵船の社長に就任する。
階堂雅恒
彬と龍馬の祖父。東海郵船会長。一磨、晋、崇三兄弟の父。

### 山崎家
山崎孝造
瑛の父。山崎プレス工業社長。

### その他
保原茂久
山崎プレス工業の従業員。
三原比呂志
瑛の小学生時代からの友人。

## 書籍情報
- アキラとあきら（2017年5月17日、徳間文庫、ISBN 978-4-19-894230-4）[2]
- アキラとあきら 上（2020年8月20日、集英社文庫、ISBN 978-4-08-744142-0）[3]
- アキラとあきら 下（2020年8月20日、集英社文庫、ISBN 978-4-08-744143-7）[4]

## テレビドラマ
WOWOWの「連続ドラマW」枠にて2017年7月9日から9月3日まで放送された。全9回。第34回ATP賞テレビグランプリ受賞作。

### キャスト（テレビドラマ）

#### 主要人物（テレビドラマ）
階堂彬
演 - 向井理（少年期：小野寺晃良、幼少期：大西利空）
東海郵船グループの御曹司。産業中央銀行本店営業四課 → 東海郵船社長。
山崎瑛
演 - 斎藤工（少年期：神尾楓珠、幼少期：石川樹）
零細工場の息子。産業中央銀行日本橋支店 融資課→静岡支店→ 営業本部営業第一部 次長。

#### 階堂家（テレビドラマ）
階堂一磨
演 - 石丸幹二
彬と龍馬の父。東海郵船社長。
階堂晋
演 - 木下ほうか
一磨の弟（雅伸の次男）。東海旭商会社長。
階堂崇
演 - 堀部圭亮
一磨の弟（雅伸の三男）。東海旭観光社長。
階堂龍馬
演 - 賀来賢人（少年期：込江海翔、幼少期：森田愛蓮）
彬の弟。父・一磨亡き後、東海郵船の社長に就任する。
階堂幸子
演 - 床嶋佳子
彬と龍馬の母。
階堂雅伸
演 - 品川徹
彬と龍馬の祖父。東海郵船会長。彬が14歳の時、遺言書を残さず急逝する。

#### 山崎家（テレビドラマ）
山崎孝造
演 - 松重豊
瑛と千春の父。伊豆で「山崎プレス工業」を営むが、瑛が11歳の時に銀行からの融資を受けられず倒産させる。
山崎淑子
演 - 長野里美
瑛と千春の母。
山崎千春
演 - 安田聖愛（少女期：石井薫子、幼少期：後藤由依良）
瑛の妹。
松原利治
演 - 山田明郷（第1話・第2話）
瑛と千春の祖父。磐田に住む淑子の父親。

#### 北村家（テレビドラマ）
北村亜衣
演 - 田中麗奈（少女期：山田杏奈）
瑛の幼馴染で初恋の相手。心臓外科医。
北村和夫
演 - 尾美としのり
亜衣の父親。「デイリーキッチン」開発部→「ケーズフーズ」開発部→副社長→東海郵船営業部長。
東海郵船の経営危機に彬が経営陣を刷新した際、営業部長に引き抜かれる。
北村の妻
演 - 佐藤智美
亜衣の母親。

#### 産業中央銀行（テレビドラマ）
安堂章二
演 - 小泉孝太郎
人事部→企画部。大学時代、彬の家庭教師だった。
水島カンナ
演 - 瀧本美織（第5話 - 最終話）
営業本部営業第一部の東海郵船担当。彬の後輩でのちに彬と交際関係となる。
羽根田一雄
演 - 永島敏行（第1話・第4話・第8話・最終話）
融資部長→頭取。
彬と同じ東大ゴルフ部OBで、彼がOB会で語った銀行の話が彬が銀行に就職する動機付けとなる。
不動公康
演 - 利重剛
日本橋支店副支店長→営業本部営業第一部長。
エレガントで冷酷なバンカー。自身のキャリアに傷がつく可能性のある融資案件をことごとく突き返す。

#### その他（テレビドラマ）
沢渡裕行
演 - 上川隆也（友情出演）
大日ビール企画戦略担当。新規事業として化学繊維部門を起ち上げることから、瑛と比呂志から一流企業との販売網を有する東海旭商会の買収を打診される。
井口正信
演 - 宮川一朗太（第2話 - 第4話・第6話）
井口製作所社長。瑛が融資を担当する中、資金繰りが悪化し会社を倒産させるが、理恵の治療費に貯めた白水銀行の預金を引き出すよう助言され不動からの債権回収を免れる。その後支援を受け渡米し理恵の手術・治療を終え帰国、弟が起こしたM&Aを手掛けるベンチャーキャピタル・キャピタルセブンで働くようになる。
井口由子
演 - 石堂夏央（第2話 - 第4話・第6話）
正信の妻。
井口理恵
演 - 山田紗椰（第6話）（幼少期：鈴木梨子 第2話 - 第4話）
正信の娘。アメリカでの心臓移植手術が必要な拡張型心筋症を患う。
井口雅弘
演 - 齋藤潤（第6話）（幼少期：中野魁星 第2話・第3話・第6話）
正信の息子。理恵の兄。
滝沢比呂志 / ガシャポン
演 - 森田甘路（少年期：前田航基）
瑛の幼馴染。寝具店の次男坊。平和証券→キャピタルセブン。
証券会社がバブル崩壊で倒産すると瑛からキャピタルセブンを紹介され、再就職する。
江幡
演 - 羽場裕一
三友銀行営業第三部。産業中央銀行からメインバンクを乗り換えた東海旭商会と東海旭観光の融資担当。

#### ゲスト

##### 第1話
栗原秀介
演 - 花戸裕介（第2話・第3話）
産業中央銀行日本橋支店。瑛・彬の同期。新人研修の融資戦略プログラムで彬と同じチームになる。
高山清彦
演 - 久保山知洋
産業中央銀行の新人行員。新人研修の融資戦略プログラムで彬と同じチームになる。
野村、樋口
演 - 依田哲哉、三浦圭祐
産業中央銀行の新人行員。新人研修の融資戦略プログラムで瑛と同じチームとなる。
保原茂久
演 - 木下隆行（TKO）（第6話）
「山崎プレス工業」の従業員。工場が倒産し瑛との別れの際、お守りのロザリオの十字架を与える。
20年後、カトリックの神父となり治療の支援で交流のあった井口一家に対面させるため瑛に連絡を取る。
行員
演 - 西野大作、大髙雄一郎
下田銀行の行員。「山崎プレス工業」を訪れ孝造に融資できないと告げる。
教師
演 - 山中良弘
瑛の通う小学校の先生。授業中、母親が迎えに来たので一緒に下校するよう瑛に告げる。
取り立て屋
演 - 七枝実、杉山俊介
「山崎プレス工業」に金の取り立てに現れる。
小宮
演 - 飛葉大樹
旅行者。進学塾の試験をさぼり映画館に来ていた彬に道を尋ねる。
男性
演 - 光宣
小宮への旅館の割引券の押し売りを阻止しようとする彬の頬をぶつ。
警察官
演 - 金森規郎、加藤衛
映画館の前に駆け付け、彬の頬をぶった男を取り押さえ交番に連行する。
藤原
演 - 兒玉宣勝
駅員。磐田までの切符を購入しようとする瑛が小学生で一人だったため呼び止めようとする。
徳山
演 - 越村公一（第3話）
階堂家の運転手。
小島直巳
演 - 相島一之（第2話・第3話）
産業中央銀行副本店長。角田製薬への30億円の融資とは別に追加融資を確約するが、実際に運転資金5億円の融資を依頼されると反故にしようとしたため、録音されていた融資確約の発言で訴訟を起こすと告げられる。
伴埜弘道
演 - 松尾諭（第2話・第3話）
産業中央銀行本店営業四課。角田製薬への30億円の融資を通すが、相手が望まない巨額投資になると彬から指摘される。
野崎
演 - 飯田基祐（第2話・第3話）
産業中央銀行本店営業四課長。
- 羽田真、沢木楓、佐藤秀美、津々良礼子、中村宏毅

##### 第2話
笠木
演 - 今藤洋子
中学時代の瑛、比呂志、亜衣のクラス担任。
菊、塔子
演 - 山本樹里、吉原来華
菊の親が商店を廃業し転校するのは、「ケーズフーズ」が進出したからだと亜衣に文句を言う。
上畑
演 - 浜田晃
スーパー「デイリーキッチン」社長。彬の一言がきっかけで一磨が働きかけ、「ケーズフーズ」からの買収に応じる。
進行係
演 - 大石翔大
「ケーズフーズ」磐田店のオープンセレモニーを進行する。
上原俊充
演 - 高橋洋（第3話）
日本橋支店融資課。
- 松本后代、吉川あおい、花梨、内藤花

##### 第3話
友原
演 - 坂田聡（第4話）
晋が起業したスーパー「フレッシュフーズ」の社長。元「ケーズフーズ」企画担当役員で一磨に解雇されている。
仙台で「ケーズフーズ」に対抗し新店舗を出店するが、初期投資や固定費に金がかかりすぎ苦戦し晋に責められる。
ケーズフーズの店員
演 - 明石智水
　新規出店した「ケーズフーズ」仙台店の店頭で店のサービスを宣伝する。
工藤武志
演 - 長谷川朝晴（第4話）
磐田銀行の行員。孝造が磐田で就職した会社の融資担当で、取引先から品質不良で損害賠償を請求された責任で解雇の危機にある孝造に寄り添い、二人で徹夜して工程管理の見直し計画書を準備し、瑛が銀行員を志す切っ掛けを与える。
松田道綱
演 - 篠塚勝
産業中央銀行日本橋支店長。事実上の左遷となる瑛の静岡支店融資課への辞令を告げる。
柿沼啓吾
演 - 長谷川公彦
産業中央銀行本店長。
徳田
演 - 野間口徹
角田製薬経理部長。
- 渡部陽子（第4話）

##### 第4話
加藤遙香 → 滝沢遙香
演 - 尾畑美依奈（第5話）
比呂志の婚約者 → 妻。
看護師
演 - 鈴木花奈
亜衣に比呂志からの電話を取り次ぐ。
中島
演 - 野村修一
元永商事の商社マン。彬に頼まれ中国・東南アジアの経済成長を予測した資料を渡す。
蒲原義一
演 - 入江雅人（第5話・第6話）
産業中央銀行静岡支店長。
根木康司
演 - 戸田昌宏（第5話・第6話）
産業中央銀行静岡支店 融資課長。
紀田
演 - 鶴見辰吾（第5話 - 第7話）
東海商会の経営コンサルタント。崇の大学時代の友人。晋に「フレッシュフーズ」の株式売却、高級リゾート施設「シーリゾート西伊豆」の事業計画を提案、新規事業として「東海リゾート」を起ち上げさせるが借金の塊にした末、自身が株の信用取引で巨大な負債を抱えると夜逃げをして姿を眩ます。
社長
演 - 大西武志
駿河精工の社長。瑛が静岡支店時代の融資担当先。バルブの特許申請中。
一郎
演 - 猪飼公一（第5話）
比呂志の兄。
比呂志の両親
演 - 原金太郎（第5話）、増田二三子
滝沢布団店を経営する。

少年、少女
演 - 田嶋絆、中西瞬祐、齋藤琉伊
静岡の海岸でサッカーボールで遊ぶ子供たち。
- 竹内峰代、牧瀬賢二

##### 第5話
長島隆三
演 - 小市慢太郎
瑛が融資を担当する長島繊維商店の社長。
長島の息子
演 - 関根明希
長島の高校生になる息子。
田村
演 - 井上肇
前橋絹糸の社長。長島繊維商店の取引先。新しい絹・スピンシルクの開発に長島から1千万円の出資を受けている。
広崎勝久
演 - 清水伸
大塚寝具本社の営業。彬から長島繊維商店が取り扱うスピンシルクを紹介され、寝具に用いる契約を交わす。
宮本
演 - 西沢仁太（第7話）
シーリゾート西伊豆支配人。元ホテル評論家。アメリカの高級ホテルチェーン・アザートンホテル本部の元マネージャーで紀田が晋に紹介し、支配人に任命される。
ニュースキャスター
演 - 渡辺郁也
バブル崩壊で株価が2万円台に下落したニュースを伝える。
小西
演 - 螢雪次朗（第6話・第7話）
東海郵船常務。一磨がくも膜下出血で倒れると社長代行を務め、その後一磨の意向で社長に就任する。しかし一磨の死後、社内の各派閥の統制が取れないことから社内をまとめるため、創業者一族の龍馬に社長を引き継ぐ。
三島
演 - 坂本直季
医師。くも膜下出血で倒れた一磨を治療し、精密検査のCT画像で肺がんが発見され余命1年と彬たち家族に告知する。
- 松永大輔

##### 第6話
アナウンサー
演 - 西谷祐紀子
Jリーグの開幕をニュースで伝える女性アナウンサー。
亜衣の夫
演 - Greggory Q
渡米した亜衣と現地で結婚したアメリカ人医師。のちに浮気が切っ掛けで離婚する。
中谷
演 - 伊藤洋三郎
東海郵船の顧問弁護士。一磨の遺言状を彼の死後開示し、一磨が所有する東海郵船の全株式は彬に遺贈させる遺言を伝える。
秋本
演 - 小須田康人（第7話 - 最終話）
東海郵船営業部長 → 三島ライン営業部長。
太洋製紙からのクレーム対応の拙さを彬に叱責され解任されると三島ラインに転職し、東海郵船の経営状況を取引先にリークし引抜攻勢をかける。
香坂
演 - 加藤忠可（第7話・第8話）
東海郵船専務。
難波
演 - 大高洋夫（第7話・第8話）
東海郵船経理部長。

##### 第7話
日高
演 - 温水洋一（第8話・最終話）
東海旭商会経理部長。東海リゾートへの20億円の融資を東海郵船に求め彬に決算書を見せるが、粉飾と見抜かれる。
南田征治
演 - 木村靖司
産業中央銀行 本部営業部長。彬にニューヨーク支店への異動を内示する。
いじめっ子
演 - 中藪昭成、川上奏龍、鈴木翼
子供のころの龍馬をいじめていた子供たち。

##### 第8話
真鍋
演 - 河原崎建三
太洋製紙社長。クレーム対応の悪さを理由に東海郵船から三島ラインに取引先を変更する。

##### 最終話
島村
演 - 大河内浩
三友銀行営業第三部長。江幡の上司。江幡が取引先に大日ビールによる東海旭商会の買収案件の情報をリークしたことを土下座して彬と晋に謝罪する。
二家族
演 - 樋口天翔、中村陸、安藤広郎、鈴木均、近藤 さつき、上田倫代
海浜公園で船舶を眺める少年二人とそれぞれの両親たち。

### スタッフ
- 脚本 - 前川洋一
- 監督 - 水谷俊之、鈴木浩介
- 音楽 - 羽岡佳
- 撮影 - 石井浩一
- 編集 - 高橋信之
- 会計監修 - 恩田勲（GTM総研）、朝日良平（GTM総研）
- 法律監修 - 藤松文
- 銀行員所作 - 袴田利
- 医療指導 - 中澤暁雄、山本昌督
- プロデューサー - 青木泰憲（WOWOW）、内丸摂子（東阪企画）
- 製作 - WOWOW、東阪企画

### 放送日程
| 各話   | 放送日  | 監督     |
| ------ | ------- | -------- |
| 第1話  | 7月09日 | 水谷俊之 |
| 第2話  | 7月16日 | 水谷俊之 |
| 第3話  | 7月23日 | 水谷俊之 |
| 第4話  | 7月30日 | 鈴木浩介 |
| 第5話  | 8月06日 | 鈴木浩介 |
| 第6話  | 8月13日 | 水谷俊之 |
| 第7話  | 8月20日 | 水谷俊之 |
| 第8話  | 8月27日 | 鈴木浩介 |
| 最終話 | 9月03日 | 鈴木浩介 |

### 受賞
- 第34回 ATP賞テレビグランプリ
  - グランプリ[10]
  - ドラマ部⾨ 最優秀賞[10]

| WOWOW 日曜オリジナルドラマ 連続ドラマW                                            | WOWOW 日曜オリジナルドラマ 連続ドラマW   | WOWOW 日曜オリジナルドラマ 連続ドラマW |
| 前番組                                                                            | 番組名                                   | 次番組                                 |
| --------------------------------------------------------------------------------- | ---------------------------------------- | -------------------------------------- |
| 東海テレビ×WOWOW 共同製作連続ドラマ 犯罪症候群 Season2 （2017年6月11日 - 7月2日） | アキラとあきら （2017年7月9日 - 9月3日） | 沈黙法廷 （2017年9月24日 - 10月22日）  |

## 漫画
小説を原作に、『ベツフラ』（小学館）2021年21号 - 2022年9号、『ベツコミ』2022年9月号に登田好美の作画で連載され、2022年8月5日に単行本が刊行された。

### 書籍情報（漫画）
池井戸潤（原作）、登田好美（作画）『アキラとあきら』小学館〈フラワーコミックス〉、全1巻
1. 2022年8月5日[小 1]、ISBN 978-4-09-871762-0

## 映画
2022年8月26日に公開。監督は三木孝浩、主演は竹内涼真と横浜流星。
原作およびテレビドラマではバブル（1986年 - 1991年）前後が舞台となっているが、映画の時代設定はリーマンショック（2008年）前後に変更されている。

### キャスト（映画）

#### 主人公（映画）
- 山崎瑛（零細工場の息子、産業中央銀行上野支店→福山支店→本店営業部）: 竹内涼真（少年期：榎本司、高校時代：椿原慧）
- 階堂彬（東海郵船の御曹司、産業中央銀行本店→東海郵船社長）: 横浜流星（少年期：平野虎冴）

#### 階堂家（映画）
- 階堂龍馬（彬の弟、東海郵船専務→社長）: 髙橋海人（King & Prince）[59]（少年期：熊谷武尊）
- 階堂一磨（彬と龍馬の父、東海郵船社長）: 石丸幹二[60]
- 階堂晋（彬と龍馬の叔父、繊維商社・東海商会社長）: ユースケ・サンタマリア[60]
- 階堂崇（彬と龍馬の叔父、東海観光社長）: 児嶋一哉[60]
- 階堂聡美（彬と龍馬の母）: 戸田菜穂
- 階堂晋の妻 : 片岡礼子
- 階堂崇の妻 : 樋渡三紗

#### 山崎家（映画）
- 山崎孝造（瑛と千春の父、山崎プレス工場社長）: 杉本哲太
- 山崎淑子（瑛と千春の母）: 酒井美紀
- 山崎千春（瑛の妹）: 志水心音

#### 産業中央銀行（映画）
- 水島カンナ（本店営業部、東海郵船担当）: 上白石萌歌[60]
- 羽根田一雄（融資部長→頭取）: 奥田瑛二[60]
- 不動公二（上野支店副支店長→本店営業本部長）: 江口洋介[60]
- 立花耕太（人事部調査役）: 徳重聡
- 栗原秀介（瑛・彬の同期）: 名村辰
- 下田伸司（瑛・彬の同期）: 大西けんけん
- 松川亮（瑛・彬の同期）: 西野遼
- 尾野（瑛・彬の同期）: 西垣匠[61]
- 武井（瑛・彬の同期）: 福松凜
- 豊島（福山支店長）: 阿部岳明
- 橋口（福山支店行員）: 阿部翔平
- 池本（福山支店行員）: 山下航平
- 福山支店行員 : 水橋研二
- 産業中央銀行専務 : 久松信美
- 産業中央銀行営業部長 : 蔵原健
- 先輩銀行員 : 水間ロン

#### 瑛の関係者（映画）
- 工藤武史（磐田銀行行員）: 満島真之介[60]
- 保原茂久（山崎プレス工場従業員→神父）: 塚地武雅[60]
- 井口雅信（井口ファクトリー社長、瑛が上野支店時代の融資担当先）: 宇野祥平[60]
- 井口由子（雅信の妻）: 馬渕英里何
- 井口琴音（雅信の娘）: 磯村アメリ
- 梅島（梅島水産社長、瑛が福山支店時代の融資担当先）: 竹原慎二

#### 東海郵船グループ（映画）
- 中谷忠文（東海郵船顧問弁護士）: 野間口徹
- 難波秀行（東海郵船経理部長）: 矢島健一
- 日高典夫（東海商会経理部長）: アキラ100%
- 宮本清伸（イーストオーシャン下田総支配人）: 津田寛治

#### 売却交渉相手（映画）
- 楊浩然（パシフィコリゾートアジア統括ゼネラルマネージャー）: 山内圭哉
- 向田春子（能登島ホテル代表取締役）: 山村紅葉
- 沢渡裕行（大日麦酒事業開発本部長）: 山寺宏一

#### その他（映画）
- 評論家 : 森永卓郎
- アナウンサー : 柄沢晃弘

### スタッフ（映画）
- 原作：池井戸潤『アキラとあきら』（集英社文庫刊）
- 監督：三木孝浩
- 脚本：池田奈津子
- 音楽：大間々昂
- 主題歌：back number「ベルベットの詩」（UNIVERSAL SIGMA）[62]
- 製作：石垣裕之、松岡宏泰
- 共同製作：堀義貴、藤下良司、弓矢政法、瓶子吉久、久保雅一、池井戸潤、奥村景二、渡辺章仁、五老剛
- エグゼクティブプロデューサー：臼井央
- 企画・プロデュース：青木泰憲
- プロデューサー：馮年、大瀧亮、加茂義隆、川田尚広
- プロダクション統括：會田望
- 撮影：柳田裕男
- 美術：禪洲幸久
- 録音：久連石由文
- 照明：宮尾康史
- 編集：柳沢竜也
- 助監督：サノキング
- 制作担当：片平大輔
- 装飾：鈴木仁
- 衣装：浜辺みさき
- ヘアメイクデザイン：倉田明美
- VFXスーパーバイザー：鎌田康介
- 音響効果：松浦大樹
- スクリプター：谷恵子
- 音楽プロデューサー：杉田寿宏
- アソシエイトプロデューサー：本多航大
- 宣伝プロデューサー：土肥直人
- メディアプロモーション：飯島真知子、松本令菜
- 制作プロダクション：TOHOスタジオ
- 配給：東宝
- 製作幹事：WOWOW、東宝
- 製作：「アキラとあきら」製作委員会（WOWOW、東宝、ホリプロ、スターダストプロモーション、ジェイアール東日本企画、集英社、小学館、オフィスIKEIDO、日本出版販売、ローソンエンタテインメント、朝日新聞社）

## ラジオドラマ
2024年9月30日から九州朝日放送（KBCラジオ）をキーステーションに全国ネットで放送中。主演は井上芳雄と加藤和樹。また、同年10月7日よりオーディオブック配信サービス・audiobook.jpにて、聴き放題対象作品として提供されている。

### キャスト（ラジオドラマ）
- 主要人物
  - 山崎瑛 - 井上芳雄[63]（高校生：山口由太[63]、小学生：長谷川悠大[63]）
  - 階堂彬 - 加藤和樹[63]（高校生：菅原慎介[63]、小学生：竹下天馬[63]）
- 山崎家
  - 山崎孝造 - 黒田崇矢[63]
  - 山崎淑子 - 日髙のり子[63]
  - 山崎千春 - 小学生：たまこ[63]
- 階堂家
  - 階堂雅恒 - 橋爪功[63]
  - 階堂一磨 - 井上和彦[63]
  - 階堂晋 - 西村まさ彦[63]
  - 階堂崇 - 平山祐介[63]
  - 階堂龍馬 - 岸洋佑[63]（小学生：谷山浩太郎[63]）
- 北村家
  - 北村亜衣 - 佐藤綺星（AKB48）[63]
  - 北村利夫 - 松本保典[63]
- 産業中央銀行
  - 水島カンナ - 倉野尾成美（AKB48）[63]
- その他
  - ガシャポン - 高校生：若山晃久[63]、小学生：野地祐翔[63]
  - 西野義春 - 大和田獏[63]
  - 西野義尚 - 三浦祥朗[63]
  - 柳井塔子 - 山﨑空（AKB48）[63]

### スタッフ（ラジオドラマ）
- 原作 - 池井戸潤「アキラとあきら（上・下）」（集英社文庫）[64]
- 脚本 - 田中摂、源祥子、大森信幸[63]
- 音楽 - 野島裕史[64]
- エンディングテーマ - 岩佐一成「待ち合わせ」[64]
- ナレーション - 松下真緒[63]（初回 - 第26回）[注 1]→ 野島博史（第27回 - ）[注 2]
- 特別協賛 - ミヤリサン製薬[64]
- 制作 - KBCラジオ、スバルプランニング[64]

### ネット局（ラジオドラマ）
- ☆ - ミヤリサン製薬提供局

| 放送対象地域  | 放送局名               | 放送時間                                      | 備考・脚注                                                                   |
| ------------- | ---------------------- | --------------------------------------------- | ---------------------------------------------------------------------------- |
| 福岡県        | KBCラジオ（KBC）☆      | 月曜 18:30 - 18:45 日曜 7:30 - 7:45（再放送） | 2024年9月30日放送開始。制作局                                                |
| 北海道        | STVラジオ（STV）☆      | 月曜 18:00 - 18:15                            | 2024年10月7日放送開始。                                                      |
| 宮城県        | 東北放送（tbc）☆       | 土曜 21:45 - 22:00                            | 2024年10月5日放送開始。                                                      |
| 秋田県        | 秋田放送（ABS）        | 日曜 7:10 - 7:25                              | 2024年10月6日放送開始。                                                      |
| 福島県        | ラジオ福島（RFC）      | 月曜 21:45 - 22:00                            | 2024年10月7日放送開始。                                                      |
| 関東広域圏    | 文化放送（QR）☆        | 日曜 17:15 - 17:30                            | 2024年10月6日放送開始。 前作『下町ロケット』のラジオ日本からネットチェンジ。 |
| 静岡県        | 静岡放送（SBS）☆       | 日曜 18:00 - 18:15                            | 2024年10月6日放送開始。                                                      |
| 長野県        | 信越放送（SBC）☆       | 木曜 18:15 - 18:30                            | 2024年10月3日放送開始。                                                      |
| 近畿広域圏    | 朝日放送ラジオ（ABC）☆ | 土曜 5:45 - 6:00                              | 2024年10月5日放送開始。                                                      |
| 岡山県        | RSK山陽放送（RSK）     | 土曜 18:00 - 18:15                            | 2024年10月5日放送開始。                                                      |
| 鳥取県 島根県 | 山陰放送（BSS）        | 月曜 23:45 - 24:00                            | 2024年10月7日放送開始。                                                      |
| 長崎県        | 長崎放送（NBC）        | 月曜 20:30 - 20:45                            | 2024年9月30日放送開始。                                                      |
| 熊本県        | 熊本放送（RKK）        | 日曜 18:05 - 18:20                            | 2024年10月6日放送開始。                                                      |
| 大分県        | 大分放送（OBS）        | 月曜 18:30 - 18:45                            | 2024年9月30日放送開始。                                                      |

| KBCラジオ 月曜18:30-18:45              | KBCラジオ 月曜18:30-18:45                | KBCラジオ 月曜18:30-18:45 |
| 前番組                                 | 番組名                                   | 次番組                    |
| -------------------------------------- | ---------------------------------------- | ------------------------- |
| ミヤリサン製薬 ラジオ劇場 下町ロケット | ミヤリサン製薬 ラジオ劇場 アキラとあきら | -                         |